# Abstinenz
Abstinenz (lateinisch abstinere ‚sich enthalten‘, ‚fernhalten‘) bedeutet Enthaltsamkeit, d. h. völliger oder zeitweiser Verzicht auf bestimmte Genüsse.
Bis ins 19. Jahrhundert war der Begriff im kirchlichen und medizinischen Zusammenhang üblich für eine Mäßigung beim Essen und Trinken. Ab dem 20. Jahrhundert steht er vor allem für einen zeitweisen oder vollständigen Verzicht auf Alkohol. Der Begriff wird in der Alltagssprache und in verschiedenen Fachsprachen mit leicht abweichender Bedeutung verwendet. Seine Verwendung impliziert oft soziale Normen (z. B. Verhaltensregeln oder Tabus), die allgemein bekannt sind. So wird der Begriff Abstinenz auch für die Enthaltsamkeit von psychotropen Substanzen allgemein, für die Enthaltung beim Konsum von Medien und anderen Produkten und für Verzicht auf Ehe und Sexualität verwendet. Die Abstinenzregel in der Psychotherapie nimmt eine Sonderstellung ein.
Schwierig ist die Abgrenzung zum Begriff der Askese. Beide Begriffe stehen für eine zeitweise oder dauerhafte Enthaltsamkeit. Im 21. Jahrhundert wird Abstinenz häufiger im gesundheitlichen Zusammenhang eingesetzt, während Askese mehr im religiös-philosophischen Kontext verwendet wird.

## Abstinenz gegenüber Suchtmitteln
Die gesundheitlichen und psychosozialen Nachteile des Alkohols führen manche Menschen dazu, darauf völlig zu verzichten. Wird der Alkoholgenuss nur eingeschränkt, spricht man nicht von Abstinenz. In der Behandlung der Alkoholkrankheit muss nach herrschender Meinung unbedingte Abstinenz angestrebt werden, weil eine einmal süchtige Person zeit ihres Lebens nicht mehr dazu im Stande sei, das Suchtmittel gemäßigt in kontrollierter Weise zu konsumieren; Sucht sei eine Krankheit, die zwar zum Stillstand gebracht, aber niemals völlig geheilt werden könne. Abstinent lebende Alkoholiker bezeichnet man umgangssprachlich als „trocken“ und abstinent lebende Drogen- oder Medikamentenabhängige als „clean“.
Das Alte Testament erwähnt den nomadischen Stamm der Rechabiter, der aus religiösen Gründen auf den Konsum von Wein verzichtete. Vorläufer einer Abstinenzbewegung im modernen Sinne war der Orden des heiligen Christoph. Die Anonymen Alkoholiker, das Blaue Kreuz und die Guttempler sind Bewegungen, die die Abstinenz von Alkohol als Mittel gegen Alkoholsucht vertreten und deren Mitglieder strikt abstinent leben. Auch christliche Konfessionen wie die Heilsarmee, die Siebenten-Tags-Adventisten und die Kirche Jesu Christi der Heiligen der Letzten Tage leben abstinent. All diese Gruppen praktizieren neben der Alkoholabstinenz auch Abstinenz vom Rauchen und von anderen Drogen.

### Abstinenzparadigma in der Drogentherapie
Unter „Abstinenzparadigma“ versteht man in der deutschen Drogendiskussion die Ausrichtung aller Bemühungen auf die totale Enthaltsamkeit von Drogen bei süchtigen Drogenkonsumenten. Diese vor allem innerhalb der deutschen Psychiatrie vertretene Strategie befürwortet, notfalls zwangsweise, stationäre Abstinenztherapien und verwirft die Drogensubstitution. Eine Gegenposition hat sich vor allem unter dem Namen Akzeptanzparadigma herausgebildet und wird neuerdings auch unter dem im Englischen üblichen, weiter gefassten Begriff der „harm reduction“ gefasst. Sie befürwortet alle Maßnahmen, die zu einer Verringerung schädlicher Auswirkungen im Zusammenhang mit dem Gebrauch von Drogen führen, z. B. Drogensubstitution, einschließlich der Verabreichung von Heroin, Spritzentausch etc.

## Abstinenz gegenüber Nahrungsmitteln
Abstinenz wird in Bezug auf Speisen oft für Enthaltsamkeit gegenüber Gerichten benutzt, die aufgrund ihrer Zubereitung Alkohol enthalten. Gegenüber Lebensmitteln wird Abstinenz oft religiös oder philosophisch begründet, zum Beispiel beim Fasten. Medizinische Gründe sind Nahrungsmittelallergien oder Unverträglichkeiten wie die Zöliakie. In der Medizin wird das Aussetzen von Nahrung für eine begrenzte Zeit als Nahrungskarenz bezeichnet.

## Verzicht auf Konsum
Mit dem freiwilligen Verzicht auf Konsum kann der Versuch unternommen werden, einen positiven Effekt auf das eigene Leben, beispielsweise die eigene Gesundheit, oder für die Gesellschaft, etwa durch Ressourcenschonung (Suffizienz), zu erzielen. Für einen Konsumverzicht gibt es häufig religiöse, ethische, ökologische, volkswirtschaftliche, oder auch politische bzw. gesellschaftskritische Motive. Letztere äußern sich oft als Kritik an einer konsumfixierten Gesellschaft wie beispielsweise in der Klimabewegung.
Eine Variante des Konsumverzichtes ist der zeitweilige oder dauernde freiwillige Verzicht auf den Medienkonsum. Sie richtet sich z. B. gegen Informationsüberflutung.

## Sexuelle Abstinenz
Sexuelle Abstinenz bezeichnet die Enthaltsamkeit von sexuellen Aktivitäten. Sie umfasst zunächst den Verzicht auf Geschlechtsverkehr und kann auch die Enthaltsamkeit von Masturbation einschließen. Alltagssprachlich werden die Begriffe Enthaltsamkeit und Keuschheit manchmal synonym verwendet, obwohl sie verschiedenen Bereichen entstammen – Keuschheit ist ursprünglich ethisch konnotiert.
Eine Form von Askese – eine Übungspraxis im Rahmen von Selbstschulung aus religiöser oder philosophischer Motivation – ist die sexuelle Askese.
Neben einer medizinisch gebotenen Abstinenz (z. B. infolge von Operationen oder bei bestimmten Erkrankungen) wird sexuelle Abstinenz von Angehörigen verschiedener Religionen geübt, unter anderem im Sinne von Enthaltsamkeit von Geschlechtsverkehr vor der Ehe oder in bestimmten Lebensformen (Zölibat, christliche Ehelosigkeit „um des Himmelreiches willen“). In modernen Jugendkulturen kann Abstinenz ein Verhalten sein, mit dem man seine Zugehörigkeit zu einer Gruppierung ausdrückt (siehe Straight Edge oder die religiös initiierte und motivierte Keuschheitsbewegung True Love Waits (auf Deutsch Wahre Liebe Wartet), in der sich Jugendliche verpflichten, auf vorehelichen Geschlechtsverkehr zu verzichten).
Der Soziologe Karl Lenz schrieb 2004 dazu:

„Ein tief greifender kultureller Wandel hat sich in der Sexualität ereignet. Das kulturelle Ideal, dass Sexualität nur in der Ehe gestattet ist, ist nahezu völlig verschwunden […]. Sexualität ist nicht mehr länger nur auf die Ehe begrenzt, sondern hat sich in Zweierbeziehungen weit nach vorn verlagert. […] Das in dem bürgerlichen inkorporierte Sexualmodell der Ehe war primär als soziale Kontrolle über die weibliche Sexualität wirksam.“

### Enthaltsamkeitskampagnen
Besonders in den Vereinigten Staaten gibt es staatlich geförderte Enthaltsamkeitskampagnen, die laut Befürwortern Schwangerschaften Minderjähriger mit dem dazugehörigen Armutsrisiko verhindern und ein Mittel zur Prävention von HIV/AIDS darstellen sollen. Befürworter zitieren Studien, die Abstinenzprogramme für die Abnahme von Teenagerschwangerschaften mitverantwortlich machen. Andere Studien konnten allerdings keine positive Wirkung auf die Häufigkeit ungewollter Teenager-Schwangerschaften oder HIV-Infektionsraten feststellen, und eine nationale Studie in den USA fand sogar, dass regionale Abstinenzprogramme mit einer erhöhten Teenager-Schwangerschaftsrate korrelieren.
Gegner von Enthaltsamkeitsprogrammen kritisieren, dass die Programme mit einem Fokus auf Enthaltsamkeit oft dazu führen, dass Jugendliche wenige oder keine Informationen über Empfängnisverhütung und sexuell übertragbare Krankheiten erhalten und so nicht über Risiken informiert sind. Auch nehmen die oft religiös motivierten Programme wenig Rücksicht auf sexuell aktive oder homosexuelle Jugendliche. Weitere Bedenken betreffen Drittweltländer und die HIV/AIDS-Prävention.
Auf der internationalen AIDS-Konferenz 2006 berichteten Fachleute, dass Abstinence-only-Programme in Entwicklungsländern oder den USA kaum Wirkung zeigen. Die deutsche Bundeszentrale für gesundheitliche Aufklärung (BZgA) in Köln vertritt die Position, dass Enthaltsamkeitsprogramme nicht zu empfehlen sind.

## Abstinenz in der Psychotherapie
Der Begriff Abstinenz wurde zunächst von Sigmund Freud für die Verwendung in psychotherapeutischen Zusammenhängen – hier speziell der Psychoanalyse – verwendet und von später entwickelten therapeutischen Schulen übernommen.
Anfänglich richtete sich der Begriff an die Psychoanalytiker mit der Forderung, ihre Patienten zur Einhaltung der für die Behandlung wichtigen Abstinenzregel zu bewegen. Sie beschreibt nach Laplanche und Pontalis einen

„Grundsatz, wonach die psychoanalytische Behandlung so geführt werden soll, daß [sic!] der Patient die geringstmögliche Ersatzbefriedigung für seine Symptome findet. Für den Analytiker schließt er die Regel ein, dem Patienten die Befriedigung seiner Wünsche zu versagen und tatsächlich die Rolle zu übernehmen, die dieser bestrebt ist, ihm aufzudrängen. In bestimmten Fällen und an bestimmten Punkten der Behandlung gehört es zur Abstinenzregel, das Subjekt auf den Wiederholungscharakter seines Verhaltens hinzuweisen, der die Arbeit des Erinnerns und Durcharbeitens hemmt.“

Diese Definition lässt allerdings die zweite Hälfte vermissen, die sich an Psychoanalytiker und andere Psychotherapeuten mit der Forderung wendet, ihrerseits während der Behandlung abstinent zu bleiben.
In der Psychotherapie bezeichnet der Begriff eine Grundhaltung des Therapeuten, keine persönlichen Interessen zu verfolgen. Es ist ihm dann untersagt, das Gespräch für die eigene Unterhaltung zu nutzen bzw. dem Patienten eigene Interessen mitzuteilen, wie etwa dass er selbst gern dies oder jenes tut oder welches Hobby der Therapeut hat. Abstinenz kann aber auch bedeuten, dem Patienten keine Ratschläge zu erteilen, weil dann dessen eigene Entscheidungsfindung beeinflusst wird. Insbesondere auch drastische Negativbeurteilungen verstoßen gegen das Prinzip der Abstinenz. Die Prinzipien der therapeutischen Abstinenz entsprechen denen der Wertfreiheit. In Notfällen kann sogar Einmischung erforderlich sein, sonst ist freundlich abwartendes Vorgehen wünschenswert.
Die Forderung nach therapeutischer Abstinenz leitet sich aus der Widerstandsanalyse ab. Vom Therapeuten muss dieselbe Haltung erwartet werden, wie er sie von seinem Patienten erwartet, nämlich die einer therapeutischen Ich-Spaltung. Das heißt, dass sich das Ich in einen beobachtenden und einen erlebenden Teil spalten soll. Der beobachtende Teil dient der distanzierten Analyse von Sachverhalten, der erlebende der mitmenschlichen Anteilnahme. Das Einhalten der Abstinenzregel bedeutet also nicht, eine emotional ausschließlich kalte und distanzierte Haltung einzunehmen, sondern die einander entgegengesetzten Standpunkte nacheinander abwechselnd selbst einzunehmen und gegeneinander abzuwägen. Dies gilt auch für das Arbeitsbündnis mit dem Therapeuten, das nur durch eine emotional anteilnehmende Haltung auf beiden Seiten und durch gegenseitiges Interesse am Fortschritt der Therapie aufgebaut werden kann, aber auch gelegentlich kritischer und nüchtern distanzierter Betrachtung bedarf, um nicht hinreichend bewusste Fehler zu vermeiden. Abstinenz bedeutet somit auch, einander entgegengesetzte Standpunkte nicht zu vermischen, sondern sauber abzuwägen.
Abstinenz wird vor allem in der tiefenpsychologischen Psychotherapie gefordert. Andere psychologische Schulen verfolgen andere Herangehensweisen. In Deutschland kann ein Psychologischer Psychotherapeut, der sich über das Abstinenzgebot hinwegsetzt, nach § 174c Abs. 2 StGB bestraft werden und zivil- sowie berufsrechtlich zur Rechenschaft gezogen werden.